# Order Świętej Elżbiety (Bawaria)
Order Świętej Elżbiety (niem. St. Elisabethen-Orden) – order kobiecy ustanowiony w 1766 przez królową Elżbietę Augustę, żonę księcia Platynatu Reńskiego Karola Teodora, od 1777 odznaczenie połączonego z nim unią personalną Elektoratu, a później Królestwa Bawarii. W 1919 odznaczenie to zostało zniesione i nie przetrwało jako order domowy bawarskiej gałęzi rodu Wittelsbachów.
Wielkie Mistrzynie
- 1766-1794 – Elżbieta Maria Wittelsbach
- 1795-1799 – Maria Leopoldyna Habsburg-Este
- 1799-1825 – Karolina Fryderyka Badeńska
- 1825-1848 – Teresa Karolina Saska
- 1848-1889 – Maria Fryderyka Pruska
- 1889-1919 – Maria Teresa Habsburg-Este